# Le vie del cuore
Le vie del cuore è un film del 1942 diretto da Camillo Mastrocinque.
Il soggetto è tratto dal dramma Cause ed effetti di Paolo Ferrari.

## Trama
1875. Dopo aver finito gli studi in collegio, la giovane duchessa Anna Castellani, fa ritorno a casa e conosce per caso un amico del padre, un conte molto più anziano di lei, che sposa ignorando che è un libertino che ha una relazione con la baronessa Emilia Carpineti, dalla quale ha avuto un figlio. Nonostante l'uomo decida di lasciare l'amante la coppia non trascorre una vita serena. Infatti, Emilia abbandonata, decisa a riavere con sé il padre del suo bambino, fa in modo che egli creda che Anna lo tradisca con un affascinante cugino, Giorgio Castellani. In preda alla gelosia, l'uomo sfida a duello il presunto amante della moglie, ma questa arriva a cavallo al galoppo proprio in tempo per evitare lo scontro. La donna, che è incinta, cade però da cavallo e perde il bambino. Intanto, il conte rompe definitivamente con l'ex amante e questa, disperata, si suicida gettandosi sotto un treno. Qualche tempo dopo, Anna, ancora convalescente, ha modo di chiarire ogni cosa con il marito e, non potendo più essere madre, decide di accogliere in casa il figlio dell'altra donna, riempiendolo di premure e affetto.

## Produzione
Il film è stato girato negli studi di Cinecittà. Presentato a Venezia nel 1942, nell'ultima edizione della Mostra organizzata dal Regime, uscì nelle sale cinematografiche verso la fine di settembre 1942.

## Accoglienza

### Critica
- "Il film, in parte è interessante e modernamente drammatico, in parte si serve invece del colore del tempo per ottenere effetti di garbata comicità. La satira della vita elegante, quel misto di frivolezza mondana e di orgoglioso senso dell'onore, l'ozio vizioso e insieme il cieco ossequio all'opinione sociale vi prendono grande rilievo, anche co mezzi puramente cinematografici  [..] Il film è servito inoltre per presentare una nuova attrice, Miria di San Servolo che fa la parte della giovane moglie. Con la sua alternativa di giovanile animazione e di serietà pensierosa, con la sua voce raccolta, con il suo già maturo senso della scena, con la sua florida avvenenza questa attrice promette sin dalla prima prova di avere una parte di molto spicco nei prossimi sviluppi del nostro cinematografo." (Guido Piovene, dalla Mostra di Venezia, Corriere della Sera, 13 settembre 1942)
- "[...] Quanto a Miria di San Servolo, che, pur essendo al suo esordio, è la protagonista del film, ella ha la grazia e disinvoltura sufficienti per sostenere una parte d'impegno, e, benché i vestiti dell'Ottocento un po' la ingoffiscano, risulta anche fotogenica in piena luce." (A. Franci Illustrazione Italiana n.41, 11 ottobre 1942)
- Una giovanissima attrice che aveva il viso assai bello, ma la figura piccola, grassottella, e il collo eccessivamente corto, bellezza che difficilmente avrebbe saputo resistere alla maturità, oltre alla sua pretensione sfrenata e incontentabilità, era spalleggiata da una intollerabile figura di madre che triplicava l'avversione per proprio conto. In più queste signore godevano di una protezione incondizionata e onnipotente a quel tempo, e che sbandieravano ad ogni piè sospinto. 'Ora vi aggiusto io', disse Sensani a sé stesso fingendo di prestarsi ai loro capricci. La giovane attrice finì per risultare, nel film in questione, piccola, grossa, tutta in un tonfo, e gobba. Le era compagna nel lavoro una donna bellissima, dalla figura alta e superba, meravigliosamente vestita. Non appena madre e figlia si accorsero dell'irreparabile disastro, gli andarono sul viso, quasi volesseo linciarlo, a dichiarargli che mai più si sarebbero rivolte a lui. Con un inchino di perfetta soddisfazione;'Signore, ho fatto come mi hanno detto loro'. Aldo Palazzeschi, Un cultore della bellezza, Il Mattino dell'Italia Centrale 1948